# Малберг (Ајфел)
Малберг (њем. Malberg) општина је у њемачкој савезној држави Рајна-Палатинат. Једно је од 235 општинских средишта округа Ајфелкрајс Битбург-Прим. Према процјени из 2010. у општини је живјело 606 становника. Посједује регионалну шифру (AGS) 7232075.

## Географски и демографски подаци
Малберг се налази у савезној држави Рајна-Палатинат у округу Ајфелкрајс Битбург-Прим. Општина се налази на надморској висини од 280 метара. Површина општине износи 6,6 km². У самом мјесту је, према процјени из 2010. године, живјело 606 становника. Просјечна густина становништва износи 92 становника/km².

## Међународна сарадња
| Мјесто | Држава    | Врста сарадње | Од    |
| ------ | --------- | ------------- | ----- |
|        | Француска | партнерство   | 1974. |
|        | Француска | партнерство   | 1986. |
| Извор  |           |               |       |